# Altbach
Altbach è un comune tedesco di 5 740 abitanti, situato nel land del Baden-Württemberg.